# 1936年ガルミッシュ・パルテンキルヘンオリンピックのオランダ選手団
1936年ガルミッシュ・パルテンキルヘンオリンピックのオランダ選手団（1936ねんガルミッシュ・パルテンキルヘンオリンピックのオランダせんしゅだん）は、1936年2月6日から2月16日までドイツのガルミッシュ＝パルテンキルヒェンで開催された1936年ガルミッシュ・パルテンキルヘンオリンピックのオランダ選手団、およびその競技結果。

## 概要
今大会もメダルなしに終わった。オランダ選手団が冬季オリンピックでメダルなしに終わったのは初出場だった1928年サンモリッツオリンピックに続いて2大会連続。

## メダル
オランダ勢のメダル獲得はなかった。